# フランスバレーボール連盟
フランスバレーボール連盟（フランス語表記: fédération française de volley-ball）は、フランスでのバレーボールに関する活動を統括する団体。略称は、FFVB。

## 沿革
- 1936年 - フランスバレーボール連盟が設立。
- 1987年 - プロリーグ・フランスバレーボールリーグ（LNV）を設立。

## 主催する主な大会
- フランスバレーボールリーグ

## 代表チーム
- バレーボールフランス男子代表
- バレーボールフランス女子代表